# NGC 4986
NGC 4986 ist eine Balken-Spiralgalaxie vom Hubble-Typ SBb im Sternbild Jagdhunde am Nordsternhimmel. Sie ist schätzungsweise 217 Millionen Lichtjahre von der Milchstraße entfernt und hat einen Durchmesser von etwa 110.000 Lj. Gemeinsam mit NGC 4956, IC 4189, PGC 45937 und PGC 45410 bildet sie die kleine Galaxiengruppe LGG 329.
Im selben Himmelsareal befinden sich u. a. die Galaxien NGC 4956, IC 4189, IC 4201, IC 4213.
Das Objekt wurde am 1. Mai 1785 von Wilhelm Herschel mit einem 18,7-Zoll-Spiegelteleskop entdeckt, der sie dabei mit „vF, stellar; with 300 power the same“ beschrieb.